# Donato Squicciarini
Donato Squicciarini (ur. 24 kwietnia 1927 w Altamurze, zm. 5 marca 2006 w Rzymie) – włoski duchowny katolicki, dyplomata watykański, nuncjusz.
12 kwietnia 1954 przyjął święcenia kapłańskie w Altamurze. W Rzymie obronił doktorat z teologii i nauk prawnych, w 1958 wstąpił do służby dyplomatycznej Stolicy Apostolskiej. W latach 1958–1961 pracował kolejno w placówkach w Panamie i Kolumbii. W 1961 przeszedł do pracy w nuncjaturze w Niemczech pod kierownictwem Corrado Bafile. Od 1966 pracował w Turcji, gdzie m.in. organizował wizytę papieża Pawła VI. Przez kilka lat pozostawał w dyspozycji watykańskiego Sekretariatu Stanu, w latach 1975–1978 był radcą nuncjatury w Wiedniu i współpracował z nuncjuszem Opilio Rossim.
31 sierpnia 1978 papież Jan Paweł I mianował go nuncjuszem w Burundi, nadając jednocześnie godność arcybiskupa ze stolicą tytularną Tiburnia. Squicciarini, jeden z niewielu biskupów mianowanym w czasie krótkiego pontyfikatu Jana Pawła I, sakrę biskupią otrzymał 26 listopada 1978 z rąk kardynała Franza Königa; współkonsekratorami byli biskup Salvatore Isgro i arcybiskup Giuseppe Caprio. Na placówkach dyplomatycznych w Afryce Squicciarni pozostał do 1989, od 1981 jako pronuncjusz w Kamerunie, Gabonie i Gwinei Równikowej.
W lipcu 1989 został nuncjuszem w Wiedniu w miejsce zmarłego arcybiskupa Michele Cecchiniego. Pełnił funkcję do przejścia w stan spoczynku w październiku 2002, w latach 1990–1994 jednocześnie jako stały przedstawiciel Stolicy Apostolskiej przy organizacjach międzynarodowych z siedzibą w Wiedniu. W 2002 został zastąpiony na stanowisku nuncjusza w Wiedniu przez niemieckiego arcybiskupa Georga Zura.
Zawołaniem biskupim Squicciariniego było Veritas et Caritas. Zmarł w wieku niespełna 79 lat w Rzymie.